# Mildred Bailey
Mildred Bailey, właśc. Mildred Rinker (ur. 27 lutego 1907 w Tekoa, stan Waszyngton, zm. 12 grudnia 1951 w Poughkeepsie, stan Nowy Jork) – amerykańska wokalistka i pianistka, pierwsza nieczarna śpiewaczka jazzowa.
Na początku lat 20. XX w. grała i śpiewała w niemych kinach. Swoją pierwszą płytę nagrała z Eddiem Langiem. W 1929 do swojej orkiestry przyjął ją Paul Whiteman. W 1932 nagrała słynną interpretację piosenki "Rockin' Chair" Hoagy Carmichaela. Od tego czasu znana była pod przydomkiem „Rockin' Chair Lady”.
Przez pewien czas była żoną wibrafonisty Reda Norvo. Występowała m.in. z Bennym Goodmanem, Colemanem Hawkinsem, Teddym Wilsonem, Buckiem Claytonem.
Najpopularniejsze nagrania: "Please Be Kind", "Says My Heart", "Darn That Dream".

## Wybrana dyskografia
- What Kind O'Man It You? (1929)
- All of Me (1945)
- Rarest of All Rare Performances (1944)
- Harlem Lullaby (1989)
- Squeeze Me (1991)
- Me and the Blues (1992)